# جاكوب كيتلر
جاكوب كيتلر (28 أكتوبر 1610 - 1 يناير 1682) كان أحد أعظم دوقات البلطيق الألمان في دوقية كورلاند وسيميغاليا (1642-1682). كان ذكيًا، وتحدث اللغة اللاتفية وعاش في غولدينغن، عاصمة كورلاند وسيميغاليا.